# Юрченко Віктор Аркадійович
Віктор Аркадійович Юрченко (10 жовтня 1963, Бабинці — 2 квітня 2022, смт Клавдієво-Тарасове, Київська область) — український футболіст, що грав на позиції центрального захисника. Відомий за виступами в складі команди «Машинобудівник», пізніше «Гарт» і «Система-Борекс» з Бородянки), у складі якої грав протягом 17 років, та став у її складі володарем Кубка УРСР з футболу серед команд колективів фізкультури в 1986 році. Після завершення виступів на футбольних полях — український футбольний тренер. Помер під час широкомасштабного російського вторгнення в Україну.

## Біографія
Віктор Юрченко народився в селищі Бабинці на Київщині. Батько — відомий бабинецький футболіст Аркадій Юрченко. Вже в 17 років, у 1980 році, він розпочав виступи в аматорському клубі «Машинобудівник» з Бородянки. У команді швидко став гравцем основного складу, неодноразово ставав у складі команди переможцем першості Київської області, й у 1986 році став у складі бородянської команди володарем Кубка УРСР з футболу серед команд колективів фізкультури. У 1992 році бородянська команда вже під назвою «Здвиж» розпочала виступи в чемпіонаті України з футболу серед аматорів, й під час матчу з командою «Динамо-3» з Києва Віктор Юрченко забив гол тоді ще молодому воротарю Олександру Шовковському. З 1993 року бородянська команда розпочала виступи в перехідній лізі, а з 1995 року в другій українській лізі. Юрченко грав у бородянській команді до кінця 1997 року, та зіграв у професійних лігах 85 матчів у чемпіонаті України, після чого завершив виступи на футбольних полях, та став тренером. Тривалий час Віктор Юрченко працював дитячим та юнацьким тренером в Бородянці та Пісківці, входив до тренерського штабу команди «Бородянка», яка після тривалої перерви перемогла в першості області, також працював в тренерському штабі професійної «Системи-Борекс» під керівництвом Віктора Жиліна. У період 2008—2011 років тренеував ФК «Бородянка», що виступав в чемпіонаті Київської області. 2012 року Віктор Юрченко вивів на восьму позицію в вищій лізі Київської області пісківський «Рубін» і був визнаний найкращим тренером Бородянського району. 2016 року вдруге очолив «Рубін», а 2020 року знову очолив ФК «Бородянка».
2012 року зіграв за збірну Київської області у виставковому матчі проти журналістів України.
Під час російського вторгнення в Україну під ранок 2 квітня 2023 року Віктора Юрченка знайшли мертвим у ванній кімнаті. Початково повідомлялося, що колишнього футболіста вбили під час війни, проте пізніше медики констатували, що в чоловіка обірвався тромб.

## Особисте життя
Віктор Юрченко був одружений, обидва його сини стали футболістами. Старший син Михайло тривалий час грав у низці команд української першої і другої ліг, а молодший син Дмитро виступав за «Єдність» (Плиски).

## Вшанування пам'яті
У жовтні 2022 року Київське обласне об'єднання асоціацій футболу повідомило про заснування нового спеціального призу під назвою «Лицар народної гри», який отримав ім'я Віктора Юрченка, та який буде вручатися капітану переможця першості Київської області.
Також пам'ять спортсмена увіковічнена щорічним турніром-меморіалом у смт Бородянка, що на Київщині.